# Colbert (cuirassé)
Pour les autres navires du même nom, voir Colbert (navire).
Le Colbert est un cuirassé à coque en fer à batterie centrale et barbettes ayant été en service dans la Marine française. Navire de tête de la classe Colbert, il est lancé en 1875, entre en service en 1877 et est retiré du service en 1900.